# مذبحة رينغات
مذبحة رنغات (بالإندونيسية: Peristiwa 5 Januari 1949) مجزرة ارتكبها جيش جزر الهند الشرقية الهولندية الملكية في 5 يناير 1949 في رنغات، رياو أثناء عملية كراي. في أعقاب الاستيلاء على المدينة تعرض جنود المظليين التابعين للكوربس سبيسيين تروبن برئاسة الملازم رودي دي ماي إلى التشكيك في نشطاء من الجيش الوطني الأندونيسي المؤكّد والمشبوه بهم، وموظفي الخدمة المدنية وسكان البلدة العاديين للنهب والاغتصاب والإعدام بإجراءات موجزة. تم التخلص من الجثث في نهر إندراجيري.
تباينت تقديرات عدد القتلى في مذبحة رنغات بشكل كبير بين المصادر. ادعى المقيم في رياو أن 400 شخص قد أصيبوا بالرصاص. في المقابل قدر المدعي العام في مقاطعة رياو عدد القتلى بـ 120 قتيلاً، مما خفض عدد الضحايا إلى «حوالي 80» في خاتمته. ظهر هذا العدد باستمرار في البيانات الرسمية الهولندية منذ عام 1969 على الأقل. تقدر المصادر الإندونيسية بما في ذلك موقع تذكاري في الموقع عدد القتلى بين 1500 و2000. وقد زعمت مصادر أخرى ما يصل إلى 2600 من الجرحى والقتلى، بما في ذلك والد المؤلف المشهور شيلبيل أنور.